# Championnat d'Irlande de football 1979-1980
Navigation
Édition précédente Édition suivante
Le Championnat d'Irlande de football en 1979-1980. Limerick Football Club remporte le championnat pour la deuxième fois.
- Albert Rovers change de nom et devient Cork United (à ne pas confondre avec le Cork United qui jouait le championnat dans les années 1930).

- Cork Celtic FC présent dans le championnat depuis 1951 est exclu de la compétition pour raisons financières. Il est remplacé par UCD.

## Les 16 clubs participants
- Athlone Town Football Club
- Bohemian Football Club
- Cork United Football Club
- Drogheda United Football Club
- Dundalk Football Club
- Finn Harps Football Club
- Galway Rovers Football Club
- Home Farm Football Club
- Limerick Football Club
- St. Patrick's Athletic Football Club
- Shamrock Rovers Football Club
- Shelbourne Football Club
- Sligo Rovers Football Club
- Thurles Town Football Club
- University College Dublin Association Football Club
- Waterford United Football Club

## Classement
| Rang | Équipe                    | Pts | J  | G  | N  | P  | Bp | Bc | Diff |
| ---- | ------------------------- | --- | -- | -- | -- | -- | -- | -- | ---- |
| 1    | Limerick Football Club    | 47  | 30 | 20 | 7  | 3  | 67 | 24 | +43  |
| 2    | Dundalk FC T              | 46  | 30 | 20 | 6  | 4  | 59 | 13 | +46  |
| 3    | Athlone Town              | 39  | 30 | 16 | 7  | 7  | 60 | 24 | +36  |
| 4    | Shamrock Rovers           | 38  | 30 | 14 | 10 | 6  | 61 | 29 | +32  |
| 5    | Finn Harps                | 38  | 30 | 16 | 6  | 8  | 49 | 33 | +16  |
| 6    | Bohemian FC               | 32  | 30 | 12 | 8  | 10 | 42 | 30 | +12  |
| 7    | Waterford United C        | 31  | 30 | 8  | 15 | 7  | 38 | 33 | +5   |
| 8    | Sligo Rovers              | 31  | 30 | 11 | 9  | 10 | 40 | 45 | -5   |
| 9    | Thurles Town              | 28  | 30 | 9  | 10 | 11 | 43 | 48 | -5   |
| 10   | Drogheda United           | 28  | 30 | 6  | 16 | 8  | 36 | 41 | -5   |
| 11   | Galway Rovers             | 28  | 30 | 11 | 6  | 13 | 32 | 47 | -15  |
| 12   | St. Patrick's Athletic FC | 27  | 30 | 9  | 9  | 12 | 39 | 46 | -7   |
| 13   | Home Farm FC              | 25  | 30 | 10 | 5  | 15 | 27 | 42 | -15  |
| 14   | Cork United               | 16  | 30 | 6  | 4  | 20 | 22 | 56 | -34  |
| 15   | UCD                       | 14  | 30 | 5  | 4  | 21 | 24 | 75 | -51  |
| 16   | Shelbourne FC             | 12  | 30 | 3  | 6  | 21 | 30 | 83 | -53  |

| Légende : Qualifications et relégations | Légende : Qualifications et relégations                                                                            |
| --------------------------------------- | --- |
|                                         | Champion d'Irlande et Coupe des clubs champions européens 1980-1981, seizième de finale                            |
|                                         | Coupe UEFA 1980-1981, premier tour                                                                                 |
|                                         | Barrage de relégation en deuxième division                                                                         |
|                                         | Relégation en deuxième division                                                                                    |
|                                         | T : Tenant du titre P : Promu C : Vainqueur de la Coupe d'Irlande 1980 CL : Vainqueur de la Coupe de la Ligue 1980 |

## Source
- (en) Alex Graham, Football in the Republic of Ireland : a Statistical Record 1921–2005, Soccer Books Ltd, novembre 2005, 142 p. (ISBN 978-1862231351).